# Notre-Dame de l’Immaculée-Conception (Lyon)

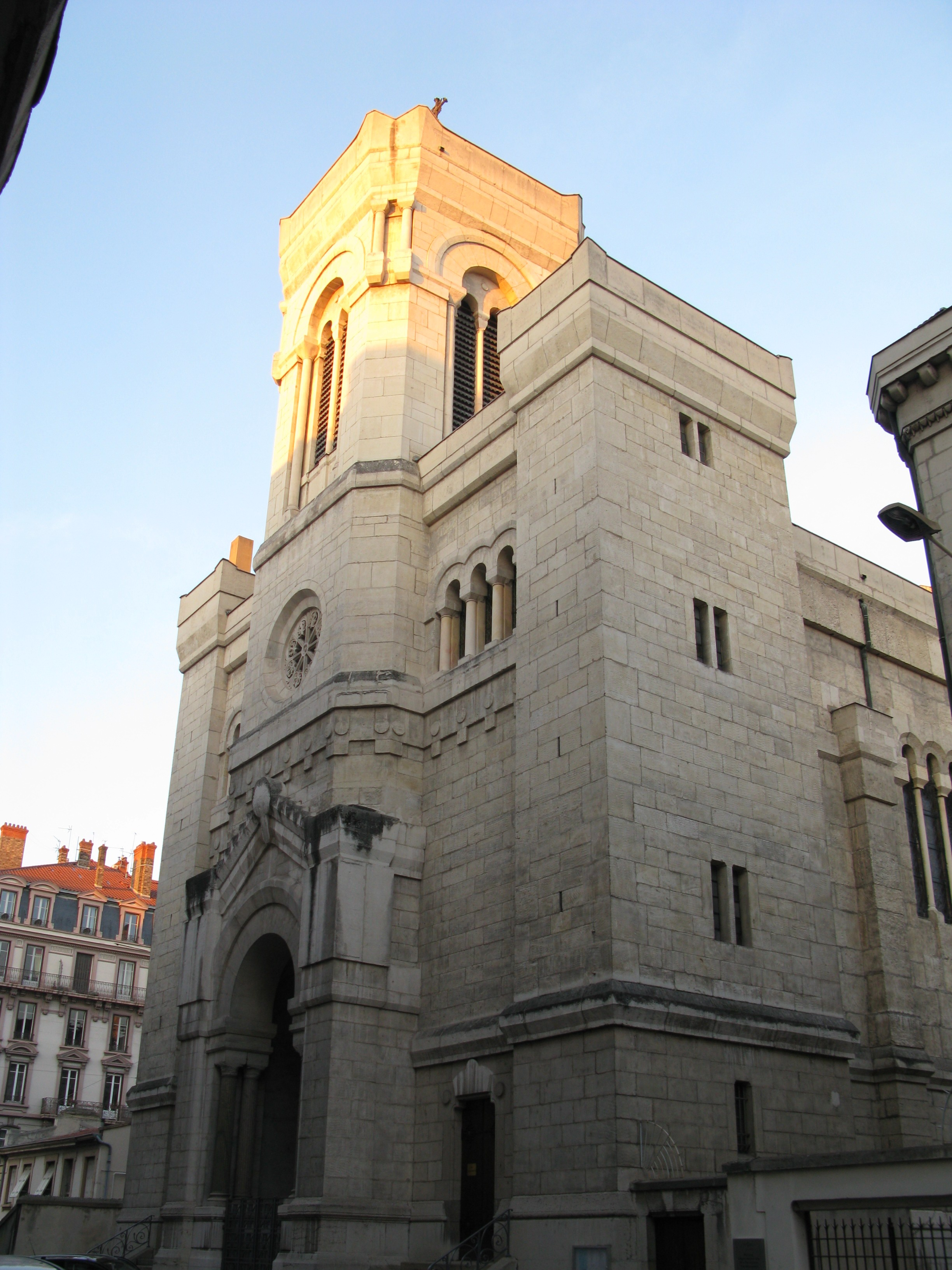
Église de l'Immaculée-Conception

Notre-Dame de l’Immaculée-Conception ist eine römisch-katholische Kirche im 3. Arrondissement von Lyon. Sie wurde ab 1856 nach Plänen von Pierre Bossan erbaut und 1897 geweiht.

## Architektur und Ausstattung

### Gesamtbild und Lage
Die im Volksmund Immac genannte Kirche präsentiert sich außen in Form einer romanisch-byzantinischen Festung und innen in Form eines riesigen Weihrauchkessels. Das Schiff ist 30 m lang und 17,50 m breit. Der Kuppelchor bildet ein Quadrat von fast 40 mal 40 m. Die ursprünglich vorgesehene reiche Ausstattung konnte nicht realisiert werden.
Die Kirche liegt im Westen an der Rue Pierre Corneille, im Osten an der Avenue du Maréchal-de-Saxe. Nachbar im Norden ist das ebenfalls aus dem 19. Jahrhundert stammende Hôtel de préfecture du Rhône (Präfekturgebäude des Départements Rhône). Die Kirche gehört heute zur Pfarrei Saint-Pothin.

### Baugeschichte
Per kaiserlichem Dekret wurde 1855 in einem aufstrebenden Viertel links der Rhône die Pfarrei Mariä Unbefleckte Empfängnis (französisch: Immaculée Conception) geschaffen. Nach der am 8. Dezember 1854 erfolgten Verkündigung des Dogmas der Unbefleckten Empfängnis wurde der Name in Frankreich zum ersten Mal verliehen. 1856 begann Pfarrer Auguste Coudour (1819–1892) mit dem Bau der Pfarrkirche, deren Planung Pierre Bossan anvertraut war. Die Bauüberwachung hatte Wilhelm (auch: William) Léo (1820–1891), Bossans Mitarbeiter westfälischer Abstammung. Nach dem 1859 fertiggestellten Kirchenschiff (mit Krypta) kam es zu einer ersten Teileinweihung durch Kardinal de Bonald.
Der 1868 in Angriff genommene Schlussabschnitt mit Kuppelchor und Kapellenkranz, nunmehr unter der Leitung eines Schülers von Bossan, Charles-Marie Franchet (1838–1902), kam bald zum Erliegen und wurde erst von 1892 bis 1897 fertiggestellt. Kardinal Pierre-Hector Coullié konnte ihn 1897 einweihen. Die Kirchenfenster stammen von Lucien Bégule (1848–1935).

### Kapellen

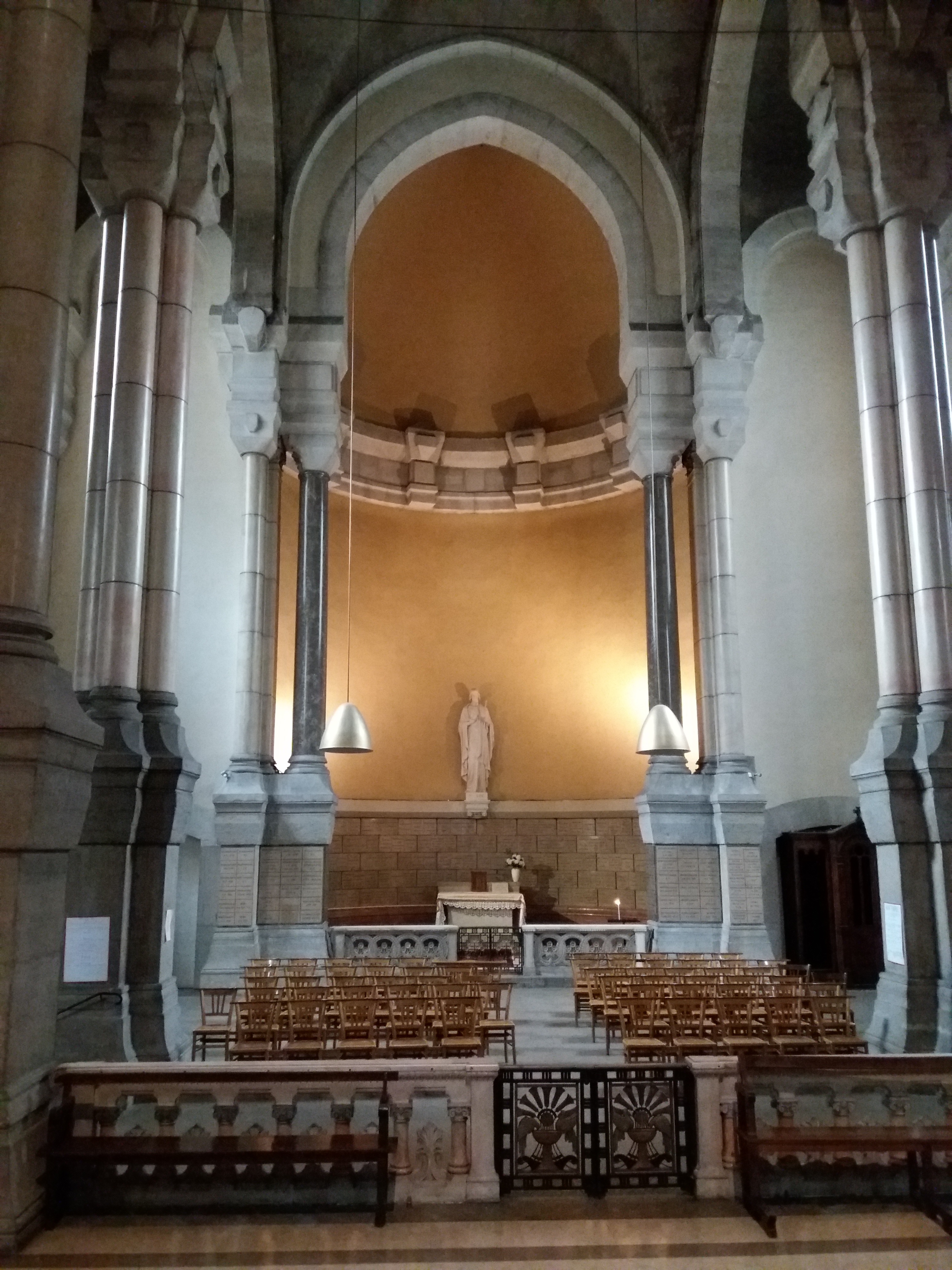
Judas-Thaddäus-Kapelle

Von den insgesamt fünf Kapellen sind drei hervorzuheben.
Die nach Osten gerichtete dem Heiligsten Herzen Jesu geweihte Chorkapelle wurde von 1913 bis 1920 von Bruno Guillermin (1878–1947) ausgemalt. Dargestellt sind Erzbischof Camille de Neufville de Villeroy (1653–1693), der das Herz-Jesu-Fest in Lyon einführte, Kardinal de Bonald, die Päpste Innozenz XII. (1691), Clemens XII. (1730) und Pius IX. (1846), Marguerite-Marie Alacoque, Claude de la Colombière, Johannes Eudes, Bischof Belsunce von Marseille, Frankreich auf Knien (mit Modell von Sacré-Cœur de Montmartre 1876) und Kardinal Guibert von Paris.
Die nach Süden gerichtete Chorkapelle enthält eine Marienstatue von Joseph-Hugues Fabisch.
Die nach Norden gerichtete Chorkapelle ist dem Apostel Judas Thaddäus geweiht (mit Statue). Sie ist vollständig mit Votivtafeln (Texttafeln) ausgekleidet, auf denen dem als Helfer in ausweglosen Lagen bekannten Heiligen gedankt wird.

### Orgel
Die Orgel wurde 1900 von den Nachkommen des Orgelbauers John Abbey (1785–1859) gebaut und seither mehrfach überholt und erweitert, zuletzt in barocker Form 1994.
| I Positif C–g3    |        |
| Principal         | 8′     |
| Bourdon           | 8′     |
| Montre            | 4′     |
| Flûte à cheminées | 4′     |
| Nazard            | 2 ⁄3′  |
| Doublette         | 2′     |
| Tierce            | 1 3⁄5′ |
| Plein-Jeu IV      |        |
| Cromorne          | 8′     |
| Tremblant doux    |        |

| II Grand Orgue C–g3 |       |
| Bourdon             | 16′   |
| Montre              | 8′    |
| Flûte à cheminées   | 8′    |
| Prestant            | 4′    |
| Quinte              | 2 ⁄3′ |
| Doublette           | 2′    |
| Fourniture IV       |       |
| Cymbale III         |       |
| Trompette           | 8′    |
| Clairon             | 4′    |
| Grand cornet        |       |
| Tremblant fort      |       |

| III Brustwerk C–g3 |    |
| Bourdon            | 8′ |
| Flûte ouverte      | 4′ |
| Doublette          | 2′ |
| Flûte              | 2′ |
| Sifflet            | 1′ |
| Sesquialtera II    |    |
| Régale             | 8′ |
| Tremblant doux     |    |

| Pédalier C–g1 |        |
| Contrebasse   | 16′    |
| Basse         | 8′     |
| Quinte        | 5 1⁄3′ |
| Octave        | 4′     |
| Tierce        | 3 1⁄5′ |
| Flûte         | 2′     |
| Mixture       |        |
| Posaune       | 16′    |
| Trompette     | 8′     |
| Clairon       | 4′     |